# Ctenoceratoda
Ctenoceratoda là một chi bướm đêm thuộc họ Noctuidae.

## Các loài
- Ctenoceratoda sukharevae (Varga, 1974)